# Pani câ mèusa
Il pani câ mèusa (pronuncia in dialetto palermitano: [ˈpaːnɪ kaː ˈmɛʊsa]), in italiano panino con la milza, è una specialità alimentare di Palermo, esempio di tradizione gastronomica, di cui la città vanta una lunga e consolidata storia, nel campo del cosiddetto cibo di strada.

## Preparazione
Questa pietanza, che richiede due fasi di preparazione, di cui una finale eseguita sul momento, consiste in un panino morbido superiormente spolverato di semi di sesamo (di solito una tonda vastedda o, talvolta, una mafaldina o mezza mafalda siciliana), imbottito con pezzetti di milza, polmone e, talvolta, trachea di vitello (scannaruzzatu in dialetto). In una prima fase, le carni vengono immerse in acqua salata e sciacquate dal sangue. Vengono, quindi, bollite o cotte al vapore intere, lasciate raffreddare, tagliate a fettine sottili e soffritte a lungo nella sugna (lo strutto). Il panino può essere integrato con caciocavallo grattugiato o ricotta (in questo caso si dice maritatu, ossia sposato, accompagnato da qualcos'altro) oppure schettu (ossia semplice, senza nient'altro, o tutt'al più con sale, pepe e limone).
Oltre all'abilità del cuoco, al condimento e alla freschezza delle materie prime, la qualità finale della preparazione è determinata dalle proporzioni di polmone, trachea e milza (quest'ultima più costosa e pregiata) presenti nel panino.
Il meusaru si serve di un'attrezzatura caratteristica: una pentola inclinata, con lo strutto bollente nella parte bassa, mentre in alto attendono le fettine di interiora che verranno soffritte al momento della vendita. Una forchetta a due denti serve per estrarre le fettine dal grasso di cottura, che vengono rapidamente scolate e adagiate nel panino privato dell'eccesso di mollica; una piccola schiumarola viene utilizzata per prelevare i pezzi più piccoli ed eseguire un'ulteriore scolatura del grasso di cottura mediante rapida strizzatura del panino, talvolta con l'ausilio di carta assorbente. Una volta cunzatu (condito) secondo le preferenze dell'avventore, il panino viene servito caldo, in carta da pane o assorbente.

## Diffusione
Il panino con la milza, sebbene nato e diffuso principalmente a Palermo, ha conosciuto in anni recenti una certa popolarità al di fuori dei suoi luoghi di tradizione, grazie ai social media e alla diffusione della moda dello street food. Oggi non è infrequente trovarlo in diverse città italiane, nei locali e rosticcerie che propongono specialità siciliane, così come nelle sempre più frequenti sagre e manifestazioni dedicate al cibo di strada.
A Palermo, alcuni dei meusari sono ambulanti (in passato costituivano la maggioranza) e si trovano in luoghi di mercato come la Vucciria o Ballarò. I più famosi sono l'Antica Focacceria San Francesco che risale al 1834, il cui proprietario ha fatto della battaglia contro il pizzo una coraggiosa scelta di vita, denunciando i suoi estorsori mafiosi, L'Antica Focacceria di Porta Carbone, la famiglia Basile alla Vucciria, Nni Franco U Vastiddaru in corso Vittorio Emanuele (angolo piazza Marina), l'antico e caratteristico ni Piddu Messina nel corso Alberto Amedeo adiacente all'antico mercato del Capo. Infine, i più recenti, il Chioschetto in Corso dei Mille e Nino 'u Ballerino in corso Finocchiaro Aprile.

### Varianti
Esiste una variante diversificata e storica propria della città di Caltanissetta, chiamata comunemente focaccia nissena.

## Storia

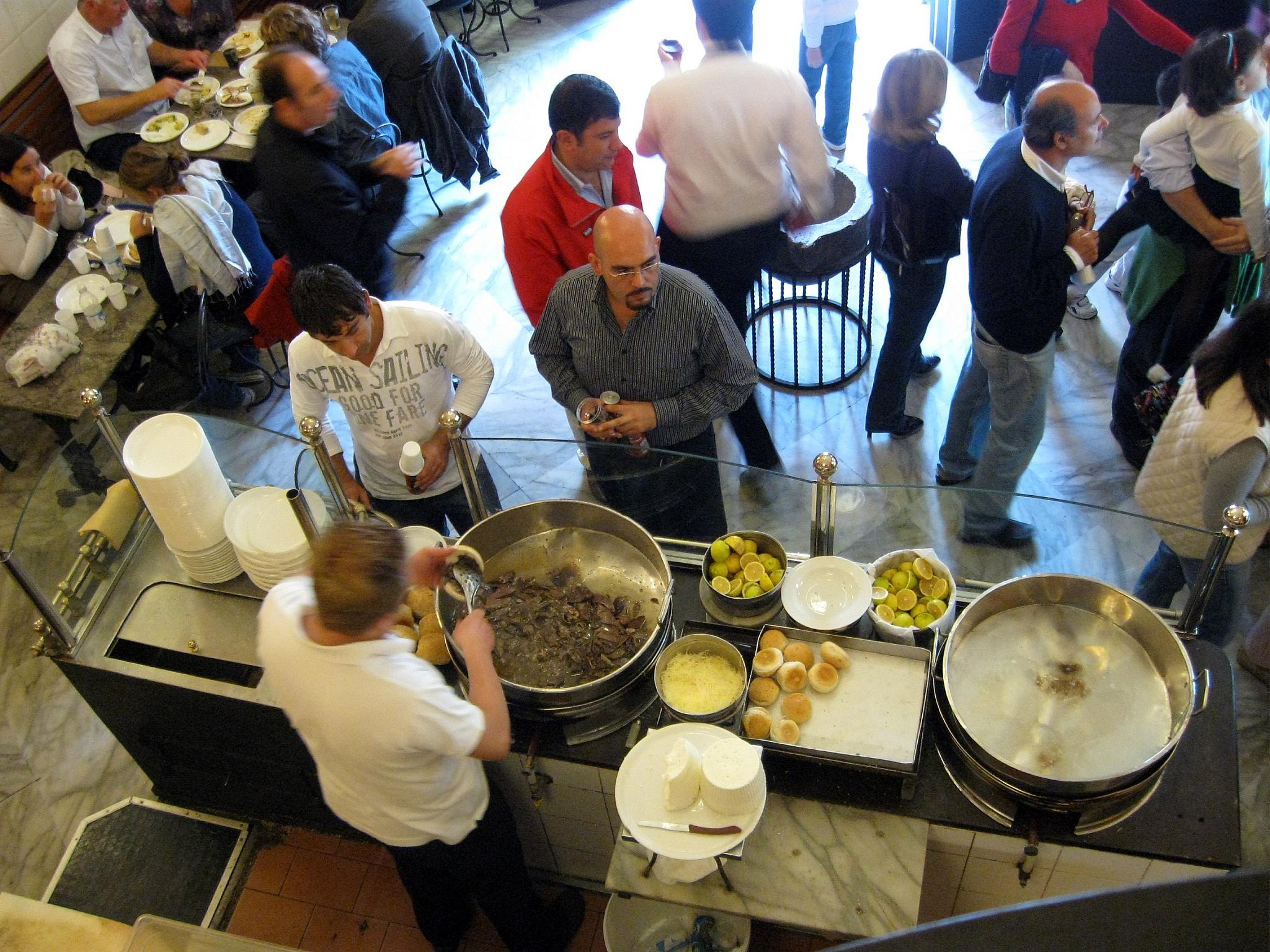
Una rivendita del panino con la milza. Si nota la pentola in cui soffriggono le fettine di interiora e gli ingredienti di condimento del panino: limone, ricotta e caciocavallo. Il meusaru è nell'atto di scolare il panino dal grasso di cottura con l'ausilio di una schiumarola.

L'origine di questa pietanza si fa risalire al Medioevo, quando gli ebrei palermitani impegnati nella macellazione della carne, non potendo venire retribuiti per precetto religioso, trattenevano come ricompensa le interiora che rivendevano come farcitura insieme a pane e formaggio. Cacciati da Ferdinando II d'Aragona detto il Cattolico, questa attività venne continuata dai caciottari palermitani. In realtà, il consumo di interiora, particolarmente diffuso a Palermo, è tipico di quelle comunità dove, al consumo di carne dovuto alla presenza di famiglie nobiliari, corrispondeva un utilizzo degli scarti della macellazione da parte del popolo.